# Stictoptera superans
Stictoptera superans är en fjärilsart som beskrevs av Louis Beethoven Prout 1922. Stictoptera superans ingår i släktet Stictoptera och familjen nattflyn. Inga underarter finns listade i Catalogue of Life.